# Linda Burney
Pour les articles homonymes, voir Burney.
Linda Burney, née le 25 avril 1957 à Whitton (Australie), est une femme politique australienne.
Représentante au Parlement de Nouvelle-Galles du Sud de 2003 et 2016, occupant dans cet État australien plusieurs fonctions ministérielles, elle est élue représentante au Parlement d'Australie en 2016, devenant la première femme aborigène à y siéger. 
En 2022, elle est également nommée ministre des Indigènes dans le premier gouvernement d'Anthony Albanese, fonction qu'elle occupe jusqu'au 29 juillet 2024, ayant de l'intention de prendre sa retraite après les élections fédérales de 2025 .

## Biographie
Fille d'une Blanche et d'un Aborigène des Wiradjuri, elle naît en 1957, à une époque où ce genre d'union était choquante. Elle est adoptée par sa grand-tante maternelle et ne rencontre son père qu'à 28 ans. À cette occasion, elle découvre qu'il est le père de dix autres enfants.
Elle est la première Aborigène à obtenir un diplôme de son université, située à Sydney. Membre du Parti travailliste, elle devient en 2003 la première aborigène à être élue au Parlement de Nouvelle-Galles du Sud. En 2016, elle est la première femme aborigène élue au Parlement d'Australie (le premier homme était Ken Wyatt en 2010, et en 2013 une femme aborigène, Nova Peris, avait été élue au Sénat).
Portant une peau de kangourou (le totem de son clan) sur les épaules lors de son discours d'entrée, elle émeut certains élus, qui en viennent parfois aux larmes. Après leur première élection, les représentants australiens sont en effet invités à prononcer un discours où ils évoquent leur histoire personnelle, leurs valeurs et le programme politique qu'ils souhaitent défendre. S'exprimant dans la langue traditionnelle de sa tribu, Linda Burney  déclare notamment : « Je suis née à un moment où le gouvernement australien savait combien de moutons se trouvaient dans le pays, mais pas combien d’Aborigènes ». C'est en effet dix ans après sa naissance que les autorités ont commencé à recenser les Aborigènes. Durant la cérémonie, un chant aborigène est entonné dans la galerie du public. Linda Burney a aussi indiqué vouloir faire inscrire la reconnaissance des Aborigènes dans la Constitution et promouvoir la justice sociale et l'égalité.
Son élection a valeur de symbole alors que le taux d'Aborigènes au chômage et en prison est beaucoup plus élevé que dans le reste de la population. Ils sont également beaucoup plus défavorisés en matière économique, d'éducation et de santé.

## Distinctions
- 2002 : Doctorat honoris causa de l'Université Charles-Sturt[4]
- 2001 : Médaille du Centenaire[4]